# Kangaslampi
Kangaslampi est une ancienne municipalité de Savonie du Sud en Finlande,.

## Histoire
Au début 2005, Kangaslampi a fusionné avec la ville de Varkaus.
Au 1er janvier 2004, la superficie de Kangaslampi était de 412,96 km2 et au 31 décembre 2000 elle comptait 1 594 habitants.